# Pawłówka (gmina)
Pawłówka – dawna gmina wiejska istniejąca do 1954 roku w woj. białostockim (dzisiejsze woj. podlaskie). Nazwa gminy pochodzi od wsi Pawłówka, lecz siedzibą władz były Krużki (obecnie Kruszki).
Za Królestwa Polskiego gmina należała do powiatu suwalskiego w guberni suwalskiej. 19 maja?/31 maja 1870 z gminy odłączono kilka miejscowości, które weszły w skład nowo utworzonych gmin Filipów (Jemieliste, Olszanka, Szafranki i Wólka) i Przerośl (Prawy Las, Przerośl-Kolonia i Przerośl Nowa).
W okresie międzywojennym gmina Pawłówka należała do powiatu suwalskiego w woj. białostockim. Po wojnie gmina zachowała przynależność administracyjną. 1 lipca 1952 roku gmina była podzielona na 21 gromad.
Gmina została zniesiona 29 września 1954 roku wraz z reformą wprowadzającą gromady w miejsce gmin. Jednostki nie przywrócono 1 stycznia 1973 roku po reaktywowaniu gmin.